# Янг, Ники
Ники Янг (кор. 니키 양; род. 8 июня 1985, Сеул) — южнокорейская актриса озвучивания, художница-мультипликатор и сценаристка. После окончания университета Хонгик, а затем в Калифорнийский институт искусств, она стала одним из художников раскадровки мультсериала «Гриффины» прежде чем переехать в студию Frederator Studios.

## Фильмография

### Озвучивание
| Год          |    | Русское название      | Оригинальное название | Роль                   |
| ------------ | -- | --------------------- | --------------------- | ---------------------- |
| 2008         | мс | Случайно! Мультфильмы | Random! Cartoons      | Малыш Кролик           |
| 2010—2018    | мс | Время приключений     | Adventure Time        | Леди Ливнерог, БМО     |
| 2012—2016    | мс | Гравити Фолз          | Gravity Falls         | Кэнди Чу               |
| 2014         | мс | ТрипТанк              | TripTank              | Мичико                 |
| 2015         | мс | Вся правда о медведях | We Bare Bears         | мать Хлои              |
| 2019 — н. в. | мс | Остров летнего лагеря | Summer Camp Island    | яйцо, песочное печенье |
| 2020—2021    | мс | Фунджики!             | The Fungies!          | Лимонна                |
| 2020         | мс | Озорные анимашки      | Animaniacs            | Защитник № 5           |
| 2021         | мс | —                     | Wild Help             | Репа, Умма             |

### Сценарист, раскадровщик, режиссёр
| Год        | Русское название      | Оригинальное название | Сценарист | Раскадровщик | Режиссёр | Пометки                             |
| ---------- | --------------------- | --------------------- | --------- | ------------ | -------- | ----------------------------------- |
| 2006–2008  | Гриффины              | Family Guy            | Нет       | Да           | Нет      |                                     |
| 2007–2009  | Домашние коты         | Slacker Cats          | Нет       | Да           | Нет      |                                     |
| 2009–2010  | Фанбой и Чам Чам      | Fanboy & Chum Chum    | Нет       | Да           | Нет      |                                     |
| 2010       | Время приключений     | Adventure Time        | Да        | Да           | Нет      |                                     |
| 2010–2014  | Рыбология             | Fish Hooks            | Да        | Да           | Нет      |                                     |
| 2012–2016  | Гравити Фолз          | Gravity Falls         | Нет       | Да           | Нет      |                                     |
| 2013       | Храбрейшие воины      | Bravest Warriors      | Да        | Да           | Нет      | (мини-эпизод: «Moo-Phobia»)         |
| 2014–2018  | Кларенс               | Clarence              | Да        | Да           | Да       | (мини-эпизод: «Beauford T. Pusser») |
| 2015       | Харви Бикс            | Harvey Beaks          | Нет       | Да           | Нет      | (эпизод: «Harvey Fights Kratz»)     |
| 2018–н. в. | Ручей Крейга          | Craig of the Creek    | Да        | Да           | Нет      |                                     |
| 2018–н. в. | Остров летнего лагеря | Summer Camp Island    | Нет       | Нет          | Да       |                                     |
| 2021       | —                     | Wild Help             | Да        | Нет          | Нет      |                                     |